# Zanoga (miejscowość)
Zanoga (bułg. Занога) – wieś w Bułgarii, w obwodzie Błagojewgrad, w gminie Petricz. Wieś się wyludniła.
Z dniem 2 października 2015 roku decyzją Rady Ministrów wieś została usunięta z powodu braku samodzielnych gruntów i stałej ludności.